# Леон Бакст
Леон Бакст (на руски: Леон Бакст), псевдоним на Лев Николаевич Розенберг, е руски художник и сценограф. Той е една от основните фигури в кръга „Мир искусства“.

## Биография
Лев Розенберг е роден през 1866 в Гродно, днес в Беларус, в еврейско семейство. След като завършва гимназия заминава в Санкт Петербург, където учи в Императорската художествена академия и работи като илюстратор на книги. През 1889 за пръв път участва в изложба и приема псевдонима Леон Бакст по фамилното име на баба си по майчина линия Бакстер. През 1893 – 1897 учи в рисуване в Париж.
В средата на 90-те години Леон Бакст се включва в кръга писатели и художници около Сергей Дягилев и Александър Беноа. Групата по-късно става известна под името на списание „Мир искусства“, основано от Дягилев и Бакст през 1899. От 1900 Леон Бакст започва да се занимава с дизайн на сценични декори и костюми. През следващите години прекарва дълго време в чужбина, заради засилващото се антисемитско законодателство в Русия. През 1919, след Руската революция, окончателно се установява в Париж, където умира през 1924.

## Галерия
- „Вечеря“, 1902
- „Портрет на Зинаида Гипиус“, 1906
- „Портрет на Сергей Дягилев с дойката му“, 1906
- „Портрет на Андрей Бели“
- „Древен ужас“, 1908
- „Здрач над езерото“, 1909

## Работа за театъра
- Ескиз за декора на балета „Синият бог“, 1911
- Ескиз за декора на балета „Дафнис и Хлоя“ (комп. Морис Равел) (1912)
- Ескиз на костюм за балета „Жар-птица“ (комп. Игор Стравински)
- Ескиз на костюм за балета „Нарцис“ (комп. Николай Черепнин)
- Програма на балета „Следобедът на един фавн“ (комп. Клод Дебюси)
- Вацлав Нижинский, ескиз за костюм за „Ориенталии“

## За него
- Беспалова Е. Р. „Бакст и модернизм“ // Искусствознание, 2014, № 3—4, С. 235—275.
- Беспалова Е. Р. Бакст в Париже. Москва: БуксМАрт, 2016. ISBN 978-5-906190-48-2
- Голынец С. В. Л. С. Бакст, 1866—1924. Ленинград, 1981.
- Пружан И. Н. Лев Самойлович Бакст. Ленинград, 1975.
- Счастный В. Г. Лев Бакст: Жизнь пером Жар-птицы. Минск, Четыре четверти, 2016. ISBN 978-985-581-014-9
- Шагал М. З. Моя жизнь. СПб., Азбука, 2000. ISBN 5-267-00200-3
- Lewinson A. The story of Leon Bakst’s life. B., 1922.
- Alexandre A., Cocteau J. L’art decoratif de Leon Bakst. Paris, 1913.